# Corridonia
Corridonia est une commune italienne de la province de Macerata dans la région des Marches.

## Administration
| Période                                  | Période | Identité | Étiquette | Qualité |
| ---------------------------------------- | ------- | -------- | --------- | ------- |
|                                          |         |          |           |         |
| Les données manquantes sont à compléter. |         |          |           |         |

### Communes limitrophes
Francavilla d'Ete, Macerata, Mogliano, Monte San Giusto, Monte San Pietrangeli, Morrovalle, Petriolo, Tolentino, Urbisaglia

## Personnages liés à la commune
- Filippo Corridoni
- Gaetano Michetti, (1922-2007) évêque de Pesaro
- Giovanni Battista Velluti